# تومازو لاندولفی
تومازو لاندولفی (ایتالیایی: Tommaso Landolfi؛  ‏ تلفظ ایتالیایی: [tomˈmaːzo]؛ ‏ زادهٔ ۹ اگوست ۱۹۰۸ – درگذشته ۸ ژوئیه ۱۹۷۹) منتقد ادبی، مترجم و پدیدآور اهل ایتالیا بود. داستان‌ها و رمان‌های بی‌شمار او که گاه در ردیف داستان‌های تخیلی، علمی تخیلی و رئالیسم قرار دارند، او را در موقعیتی منحصر به فرد در میان نویسندگان ایتالیایی قرار می‌دهند. او برنده جوایز متعددی از جمله جایزه معتبر استرگا شد.

## زندگی‌نامه
لاندولفی در پیکو، در استان فروزینونه در خانواده‌ای اصیل ایتالیایی به دنیا آمد. در سال ۱۹۳۲ در رشته زبان و ادبیات روسی از دانشگاه فلورانس فارغ التحصیل شد. او در طول مدت اقامت خود در فلورانس در مجلات مختلفی از جمله مجله ادبیات و مجله میدان مریخ کار کرد. او تمرکز خود را در ترجمه بر روی نویسندگان روسی و آلمانی مانند فیودور داستایفسکی، الکساندر پوشکین، نیکلای گوگول و هوگو فون هوفمانستال گذاشت.
او یک آتئیست بود و بیشتر عمر خود را در رم و در خانه خانوادگی در پیکو گذراند. او در رم درگذشت.

## کتابشناسی
- تابوت مرد گناهکار
- سنگی از ماه (۱۹۳۹ داستان)
- دریای سوسک‌ها

دو مجموعه داستان کوتاه از او به انگلیسی ترجمه و منتشر شده‌است:
- Gogol’s wife and other stories, trans. Raymond Rosenthal et al (New directions, ۱۹۶۳)
- Words in Commotion and other Stories, Intro. Italo Calvino, trans. Kathrine Jason (Viking, ۱۹۸۶).